# Schlechtendalia
Schlechtendalia is een geslacht uit de composietenfamilie (Asteraceae). Het geslacht telt een soort die voorkomt in zuidelijk Brazilië, Uruguay en noordelijk Argentinië. 

## Soorten
- Schlechtendalia luzulifolia Less.